# Понцано-Романо
Понцано-Романо (італ. Ponzano Romano) — муніципалітет в Італії, у регіоні Лаціо,  метрополійне місто Рим-Столиця.
Понцано-Романо розташоване на відстані близько 45 км на північ від Рима.
Населення — 1166 осіб (2014).

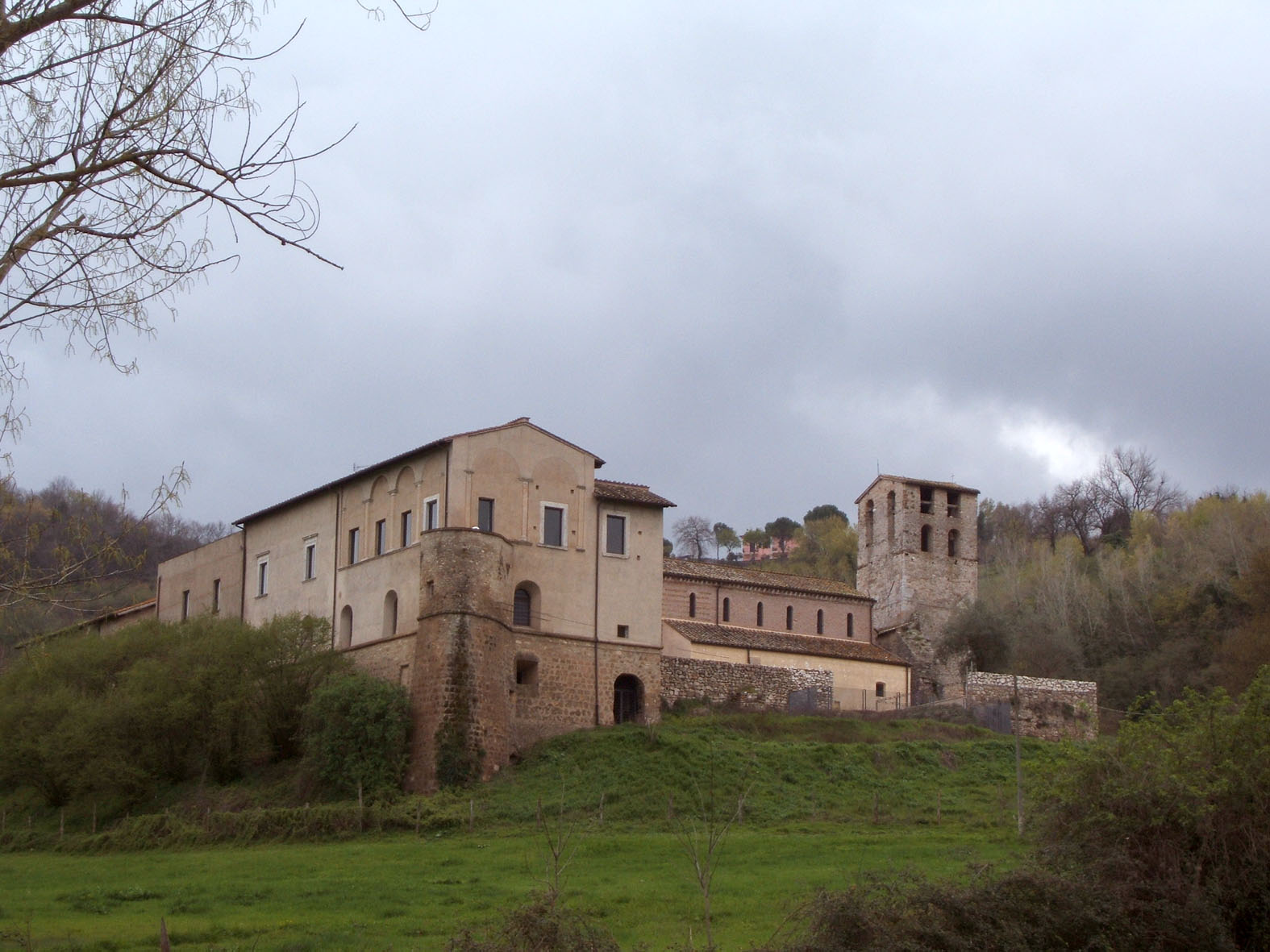

Щорічний фестиваль відбувається 6 грудня. Покровитель — святий Миколай da Bari.

## Демографія
Населення за роками:

Станом на 1 січня 2023 року в муніципалітеті офіційно проживали 273 іноземці з 34 країн, серед них 118 громадян країн Євросоюзу та 5 громадян України.

## Сусідні муніципалітети
- Чивіта-Кастеллана
- Чивітелла-Сан-Паоло
- Коллевеккьо
- Філаччано
- Форано
- Наццано
- Сант'Оресте
- Стімільяно